# 神头乡
神头乡，是中华人民共和国河北省邯郸市涉县下辖的一个乡镇级行政单位。

## 行政区划
神头乡下辖以下地区：
椿树岭村、神头村、北水村、流四河村、申家庄村、雪寺村、杨家山村、江家庄村、前宽嶂村、后宽嶂村和响堂铺村。